# 桃太郎製菓
桃太郎製菓（ももたろうせいか）は岐阜県各務原市に位置する日本の菓子製造会社である。
主として「キャンディ」「ういろう」「ようかん」の製造・販売を行う。
1973年（昭和48年）各務原市蘇原旭町で創業。1986年（昭和61年）各務原市鵜沼各務原町（各務原町7丁目工業団地）に移転。
駄菓子では透明なカップゼリーの「透明なのにまるでコーラ味ゼリー」が話題となった。
2019年にはシリーズとして、スプーン付き・卵不使用でプリンの食感の「透明なのにまるでプリン」が発売された。